# Rezerwat przyrody Łebskie Bagno
Rezerwat przyrody Łebskie Bagno – torfowiskowy rezerwat przyrody w gminie Nowa Wieś Lęborska w województwie pomorskim. Obejmuje torfowisko wysokie typu bałtyckiego w dolinie rzeki Łeby. Rezerwat został powołany w 2006 roku. Zajmuje powierzchnię 111,54 ha, zaś jego otulina liczy 119,83 ha. W 2006 roku wraz z sąsiednim Czarnym Bagnem zgłoszony do sieci Natura 2000. W 2009 roku oba te rezerwaty weszły w skład nowo utworzonego obszaru Natura 2000 „Łebskie Bagna” (kod obszaru PLH220040).
Rezerwat leży na gruntach w zarządzie Nadleśnictwa Lębork. Nadzór nad rezerwatem sprawuje Regionalny Konserwator Przyrody w Gdańsku. Na mocy obowiązującego planu ochrony ustanowionego w 2007 roku, obszar rezerwatu objęty jest ochroną czynną.